# Franciszek Jarzębiński

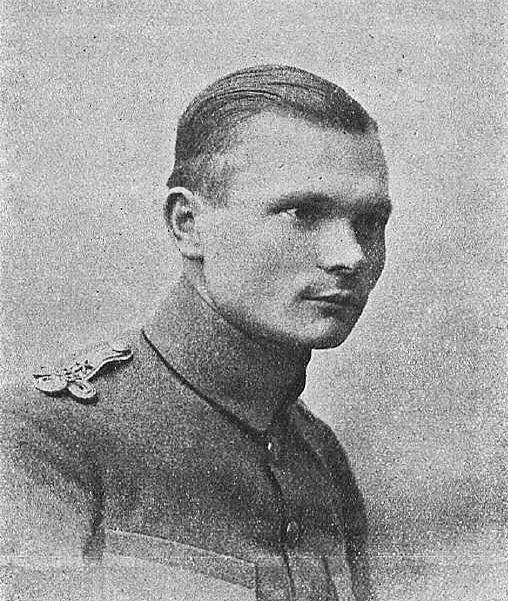
Franciszek Jarzębiński w 1920

Franciszek Jarzębiński (ur. 9 sierpnia 1895 w Starym Sączu, zm. 22 października 1988 w Warszawie) – major piechoty Wojska Polskiego, działacz niepodległościowy, kawaler Orderu Virtuti Militari.

## Życiorys
Urodził się 9 sierpnia 1895 w Starym Sączu w rodzinie mieszczańskiej Wincentego i Marii z Witowskich. Od najmłodszych lat interesował się muzyką. W wieku młodzieńczym uczył się gry na skrzypcach u prof. Szybiaka w Starym Sączu, a od 1909 – równolegle z nauką w szkole średniej – kształcił się w zakresie harmonii muzyki. Później, podczas służby wojskowej we Lwowie kontynuował naukę muzyki u dr. Chybińskiego i prof. Stanisława Szawłowskiego. 
Został żołnierzem c. i k. armii i podczas I wojny światowej został mianowany na stopień podporucznika rezerwy piechoty z dniem 1 lutego 1917. Do 1918 był oficerem rezerwy 20 pułku piechoty. U kresu wojny w październiku 1918 jako podporucznik rezerwy 20 pułku piechoty otrzymał 3-miesięczny urlop celem studiów w Wyższej Szkole Leśnictwa we Lwowie; wówczas wstąpił do tamtejszego oddziału Polskiej Organizacji Wojskowej.
W listopadzie 1918 w stopniu podporucznika uczestniczył w obronie Lwowa w 1918 w trakcie wojny polsko-ukraińskiej na stanowisku komendanta prawego pododcinka sektora Bema (jego podkomendni byli określanie jako „bemacy”). Jako były oficer armii austriackiej został przyjęty do Wojska Polskiego i zatwierdzony do stopnia porucznika.
W 1919 został kapelmistrzem 38 pułku piechoty we Lwowie, w 1920 był w stopniu porucznika w tej jednostce. W 1920 został skierowany na front wojny polsko-bolszewickiej. W tym samym roku został współpracownikiem krakowskiego czasopisma „Muzyka i Śpiew”. Został awansowany na stopień kapitana piechoty, ze starszeństwem z dniem 1 czerwca 1919. Został przydzielony do PKU Lwów Miasto, pozostając oficerem nadetatowym 48 pułku piechoty ze Stanisławowa. 21 czerwca 1923 roku został przydzielony do Powiatowej Komendy Uzupełnień Lwów Powiat na stanowisko I referenta. W lutym 1926 roku został wyznaczony na stanowisko kierownika I referatu administracji rezerw w PKU Lwów Powiat. W tym czasie został awansowany na stopień majora piechoty ze starszeństwem z dniem 1 stycznia 1927. W lipcu 1929 roku został przesunięty na stanowisko pełniącego obowiązki komendanta, a w marcu 1932 roku zatwierdzony na stanowisku komendanta PKU Lwów Powiat. 15 lipca 1933 został przeniesiony do PKU Lwów Miasto na stanowisko komendanta. W 1939 pełnił służbę w Komendzie Rejonu Uzupełnień Stanisławów na stanowisku komendanta rejonu uzupełnień.
W latach 30. był członkiem zarządu głównego Towarzystwa Badania Historii Obrony Lwowa i Województw Południowo-Wschodnich (w 1937 także skarbnikiem).
Po wybuchu II wojny światowej był internowany w Târgoviște (Rumunia), gdzie założył kapelę ludową, po czym na początku 1940 trafił z innymi żołnierzami polskimi przez Budapeszt do Kaisersteinbruch n/Zeite t.j. do Stalagu XVII A1. Następnie przebywał w Oflagu VI E Dorsten.
Zmarł 22 października 1988 w Warszawie i został pochowany na Cmentarzu Bródnowskim.

## Publikacje
- Życie muzyczne w obozie internowanych oficerów polskich w Rumunii i oflagach na terenie Niemiec VI E Dorstein i VI B, Dössel w latach 1939−1945[28].
- Prawy pododcinek sektora Bema w obronie Lwowa 3–22 listopada 1918 r. w: Obrona Lwowa. 1–22 listopada 1918. Tom 2. Źródła do dziejów walk o Lwów i województwa południowo-wschodnie 1918–1920. Relacje uczestników (1993)[29].

## Ordery i odznaczenia
- Krzyż Srebrny Orderu Wojskowego Virtuti Militari nr 5758 – 10 sierpnia 1922[30][31]
- Krzyż Niepodległości – 9 listopada 1933 „za pracę w dziele odzyskania niepodległości”[32]
- Krzyż Walecznych trzykrotnie[31]
- Medal Pamiątkowy za Wojnę 1918–1921[1]
- Medal Dziesięciolecia Odzyskanej Niepodległości[1]
- Odznaka za Rany i Kontuzje z jedną gwiazdką[1]

austro-węgierskie
- Srebrny Medal Waleczności 2 klasy[5]
- Brązowy Medal Waleczności[5]
- Krzyż Wojskowy Karola[5]